# Костіцин Павло Леонідович
Павло Леонідович Костіцин (нар. 5 січня 1975, Євпаторія, Кримська область, УРСР) — український телеведучий, шоумен, актор кіно та дубляжу, режисер-постановник.

## Біографія
Народився в родині моряка Північного флоту. До 7 років жив на Чукотці. Із 12 років грав у театрі «Золотий ключик» в Євпаторії. У 1998 році у віці 23 років переїхав до Києва, де закінчив КНУТКТ.
З 1997 по 2011 рік Павло працював на «Нашому радіо» спершу керівником інформаційного відділу, а згодом – програмним директором. Пізніше продюсери та режисери різноманітних українських програм розгледіли в харизматичному чоловікові потенціал і почали запрошувати його на кастинги ведучого.
З 2001 по 2004 рік працював на телеканалі «Інтер» художнім керівником, ведучим та режисером-постановником програм «Перекресток кохання» та «Кохання з першого погляду».
З 2005 по 2007 рік був ведучим спортивно-розважального шоу Ігри патріотів.
Від 2007 року веде реаліті-шоу «Битва екстрасенсів» на телеканалі «СТБ». Від березня 2010 року — веде «Містичні історії з Павлом Костіциним».
З 2009 року Павло Костіцин відомий як шоумен і ведучий щорічних церемоній нагородження рейтингу народних уподобань «Фаворити Успіху».
У 2021 році брав участь у проєкті «Маска» на телеканалі «Україна».

## Особисте життя
Мало, що відомо про особисте життя ведучого, однак, за данними багатьох джерел, Павло Костіцин не є одруженим.

## Фільмографія

### Кіно
| Рік  | Назва                 | Роль            |
| ---- | --------------------- | --------------- |
| 2004 | «Між першою і другою» | Лев Миколайович |
| 2008 | «Ван Гог не винен»    | епізодична роль |
| 2020 | «Дім милий дім»       | Павло           |
| 2023 | «БожеВільні»          | Володимир Прус  |

### Серіали
| Рік       | Назва                       | Роль                                 | Примітки              |
| --------- | --------------------------- | ------------------------------------ | --------------------- |
| 2014      | «Особиста справа»           | -                                    | брав участь в серіалі |
| 2019      | «Загадка для Анни»          | лікар-травматолог                    | -                     |
| 2019      | «Укус вовчиці»              | -                                    | епізодична роль       |
| 2019      | «Відплата»                  | Руслан Маркович                      | брав участь в серіалі |
| 2020–2021 | «Ангели»                    | бізнесмен                            | епізодична роль       |
| 2021      | «Джерело»                   | -                                    | епізодична роль       |
| 2021      | «Клятва лікаря»             | -                                    | -                     |
| 2021      | «Некероване кохання»        | заступник                            | епізодична роль       |
| 2021      | «Кава з кардамоном»         | Грановський                          | головна роль          |
| 2021      | «Ігри дітей старшого віку»  | Кирило Лазуткін                      | епізодична роль       |
| 2023      | «Закохай мене, якщо зможеш» | ведучий шоу екстрасенсів             | -                     |
| 2024      | «Ціна втечі»                | полковник Василь Петрович Чекаловець | -                     |
| 2024      | «Невістка»                  | Ройзман                              | -                     |

### Дубляж
| Рік         | Назва                            | Оригінальна назва                      | Роль           | Примітки |
| ----------- | -------------------------------- | -------------------------------------- | -------------- | --- |
| 1949        | Пригоди Ікабода та містера Тоада | The Adventures of Ichabod and Mr. Toad | Ікабод, Кросбі | Мультфільм дубльовано у 2017 році студією «Le Doyen». |
| 1951        | Аліса в Країні Чудес             | Alice in Wonderland                    | Гусінь         | Мультфільм дубльовано студією «Le Doyen» у 2018 році. |
| 1973        | Робін Гуд                        | Robin Hood                             | Алан-А-Дейл    | Мультфільм дубльовано студією «Le Doyen» у 2017 році. |
| 1992 — 1994 | Русалонька                       | The Little Mermaid                     | Рак-Лайдак     | Дублював лише 3, 4 і 6 серії першого сезону. Мультсеріал дубльовано студією «Le Doyen» у 2011 році.                                                                       |
| 1992        | Аладдін                          | Aladdin                                | Джин           | Мультфільм дубльовано студією «Le Doyen» у 2010 році. |
| 1994        | Аладдін: Повернення Джафара      | The Return of Jafar                    | Джин           | - |
| 1994 — 1995 | Аладдін                          | Aladdin                                | Джин           | - |
| 1996        | Аладдін і король розбійників     | Aladdin and the King of Thieves        | Джин           | - |
| 2006        | Лис і мисливський пес 2          | The Fox and the Hound 2                | Кеш            | - |
| 2009        | Різдвяна історія                 | A Christmas Carol                      | Фред           | - |
| 2010        | Нікчемний Я                      | Despicable Me                          | Ґру            | - |
| 2011        | Кіт у чоботях                    | Puss in Boots                          | -              | Додатковий акторський склад |
| 2011        | Веселі ніжки 2                   | Happy Feet Two                         | -              | Додатковий акторський склад |
| 2012        | Ральф-руйнівник                  | Wreck-It Ralph                         | Марковський    | - |
| 2013        | Нікчемний Я 2                    | Despicable Me 2                        | Ґру            | - |
| 2015        | Посіпаки                         | Minions                                | Ґру            | - |
| 2015        | Нарешті вдома                    | Home                                   | -              | Додатковий акторський склад |
| 2017        | Нікчемний Я 3                    | Despicable Me 3                        | Ґру            | - |
| 2022        | Посіпаки: Становлення лиходія    | Minions: The Rise of Gru               | Ґру            | - |
| 2022 — 2023 | Панда Кунг-Фу: Лицар Дракона     | Kung Fu Panda: The Dragon Knight       | По             | Дублював лише сім серій першого сезону. В наступних серіях головного персонажа озвучував Олександр Погребняк. Мультсеріал дубльовано студією «Le Doyen» у 2022 — 2023 рр. |

| Рік  | Назва             | Оригінальна назва    | Роль                 | Актор оригіналу | Примітки                    |
| ---- | ----------------- | -------------------- | -------------------- | --------------- | --------------------------- |
| 2009 | Бригада М         | G-Force              | Гаєр                 | -               | головна роль                |
| 2009 | Милі кості        | The Lonely Bones     | -                    | -               | Додатковий акторський склад |
| 2010 | Зірковий ескорт   | Get Him to the Greek | -                    | -               | Додатковий акторський склад |
| 2010 | Ранковий підйом   | Morning Glory        | Ерні                 | Мет Меллой      | -                           |
| 2011 | Бойовий кінь      | War Horse            | Сі Істон             | Гарі Лайдон     | -                           |
| 2012 | Оголена спокуса   | Wanderlust           | -                    | -               | Додатковий акторський склад |
| 2012 | Люди в чорному 3  | Men in Black 3       | Ґріффін              | Майкл Сталберг  | головна роль                |
| 2013 | Всесвітня війна Z | World War Z          | -                    | -               | Додатковий акторський склад |
| 2020 | Їжак Сонік        | Sonic The Hedgehog   | Доктор Айво Роботнік | Джим Керрі      | головна роль                |
| 2022 | Їжак Сонік 2      | Sonic The Hedgehog 2 | Доктор Айво Роботнік | Джим Керрі      | головна роль                |